# 蓋布克河
51°20′54.16″N 8°16′38.10″E / 51.3483778°N 8.2772500°E

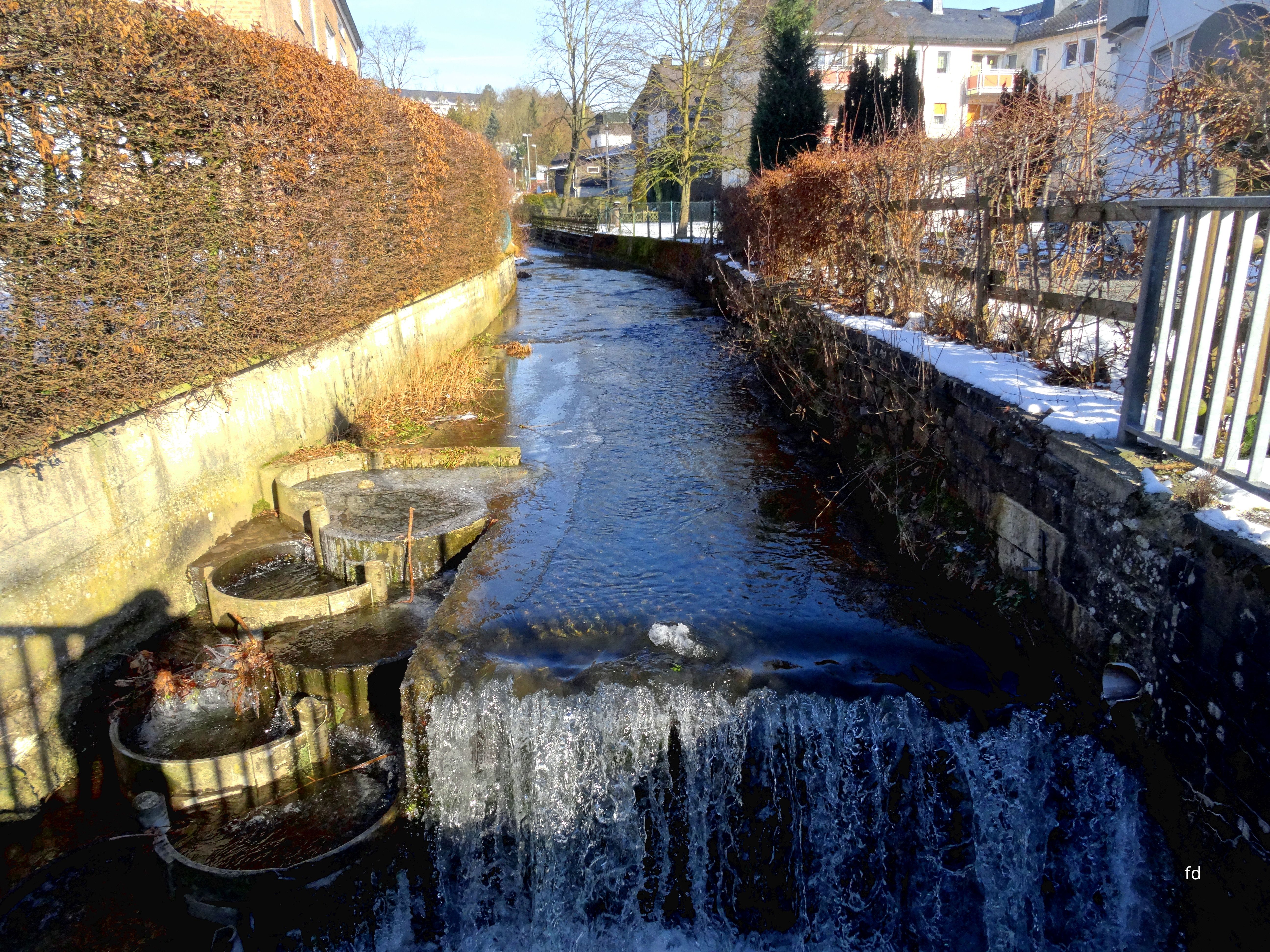

蓋布克河（德語：Gebke），是德國的河流，位於該國西部，流經北萊茵-威斯特法倫州，屬於魯爾河的右支流，河道全長7.6公里，流域面積13.8平方公里，河口處在梅舍德。